# Tomáš Kobes
Tomáš Kobes (* 14. května 1978 Český Krumlov) je bývalý český vodní slalomář, kajakář závodící v kategorii K1.
V roce 1999 získal bronzovou medaili v závodě hlídek na mistrovství světa. V téže disciplíně pomohl vybojovat českým týmům stříbro (2002) a bronz (2004) na mistrovství Evropy. Startoval na Letních olympijských hrách 2000 v Sydney, kde skončil na sedmém místě.